# サザン・パシフィック鉄道
サザン・パシフィック鉄道（サザン・パシフィックてつどう、英語: Southern Pacific Railroad、報告記号はSP）は、かつてアメリカ合衆国南部に存在した鉄道会社である。

## 概要
初期には1865年から1885年までサザン・パシフィック鉄道という会社名で、1885年から1969年まではサザン・パシフィック・カンパニー (Southern Pacific Company)、それ以降はサザン・パシフィック・トランスポーテーション・カンパニー （Southern Pacific Transportation Company） であったが、通常は単純にサザン・パシフィック鉄道と呼ばれている。サザン・パシフィック鉄道は1865年に土地所有会社として設立され、セントラル・パシフィック鉄道の一部を築いた。1900年までにサザン・パシフィック鉄道はテキサス・アンド・ニューオーリンズ鉄道 (Texas and New Orleans Railroad) やモーガンズ・ルイジアナ・アンド・テキサス鉄道 (Morgan's Louisiana and Texas Railroad) など、多くの小さな会社を連合した大鉄道会社へと成長し、ニューオーリンズからテキサス州を通りエルパソへ、ニューメキシコ州とツーソンを通ってロサンゼルスへ、サンフランシスコやサクラメントなどカリフォルニア州の大半から、セントラル・パシフィック鉄道を吸収してネバダ州を通じてユタ州のオグデンへ、さらにオレゴン州を通ってポートランドまで伸びていた。
サザン・パシフィック鉄道は沿線に目立った社会的影響を残した。サザン・パシフィック鉄道により繁栄した町がいくつもあり、またサザン・パシフィック鉄道が多くの病院を設立し、なかでもサンフランシスコとツーソンに設置していた。
サザン・パシフィック鉄道の鉄道総延長は年によって大きく異なっている。1929年には、自社所有の路線だけで13,848 マイル（22,286 km）であった。デンバー・アンド・リオグランデ・ウェスタン鉄道と合併する以前は、サザン・パシフィック鉄道の総延長はあまり変わらず12,912 マイル（20,780 km）であった。路線長の減少は主に支線の廃止によっている。しかし子会社のセントルイス・サウスウェスタン鉄道 (St. Louis Southwestern Railway) を合わせると、サザン・パシフィック鉄道の路線長は15,092 マイル（24,288 km）ほどであった。これは、セントルイス・サウスウェスタン鉄道がゴールデン・ステート・ルートを買収したことによってほぼ規模が倍になり、2,180 マイル（3,510 km）へ増加したためである。リオグランデ・インダストリーズ (Rio Grande Industries) によるサザンパシフィック鉄道の買収に加えて、シカゴからセントルイスまでのSPCSL社の路線を加えて、合計したデンバー・アンド・リオグランデ・ウェスタン鉄道、サザン・パシフィック鉄道、セントルイス・サウスウェスタン鉄道の距離は17,340 マイル（27,910 km）へ成長した。セントルイス・サウスウェスタン鉄道がサザン・パシフィック鉄道のもっともよく知られた子会社であるが、サザン・パシフィック鉄道は他にも328 マイル（528 km）のノースウェスタン・パシフィック鉄道 (Northwestern Pacific Railroad)や1,331 マイル（2,142 km）のサザン・パシフィック・レールロード・カンパニー・オブ・メキシコ (Southern Pacific Railroad Company of Mexico)、多くの狭軌の鉄道を所有していた。
1988年8月9日、州際通商委員会は、デンバー・アンド・リオグランデ・ウェスタン鉄道を所有していた会社であるリオグランデ・インダストリーズによるサザン・パシフィック鉄道の買収を承認した。リオグランデ・インダストリーズは、1988年10月13日に公式にサザン・パシフィック鉄道を取得した。購入後も、傘下の鉄道網は鉄道産業内部や顧客からのブランド認知度のためにサザン・パシフィック鉄道の名前を維持した。その後、数年にわたる経営問題の後にユニオン・パシフィック鉄道に1996年に買収された。またサザン・パシフィック鉄道は、しばしばアメリカ合衆国憲法下での企業の権利を確立したと解釈される、1886年の合衆国最高裁判所での有名な訴訟、サンタクララ郡対サザン・パシフィック鉄道事件 (Santa Clara County v. Southern Pacific Railroad) の被告となったことでも知られる。

## 年表
- 1851年 - 後にサザン・パシフィック鉄道となる最古の区間がバッファロー・バヨー・ブラゾス・アンド・コロラド鉄道 (Buffalo Bayou, Brazos and Colorado Railway) により、テキサス州ヒューストン - アレイトン (Alleyton) 間で建設がはじまる。
- 1865年 - カリフォルニア州サンフランシスコで、ティモシー・フェルプス (Timothy Guy Phelps) に率いられたビジネスマンたちが、サンフランシスコとサンディエゴを鉄道で結ぶためにサザン・パシフィック鉄道を設立する。
- 1868年9月25日 - ビッグ・フォーと呼ばれる男たちのグループがサザン・パシフィック鉄道を買収する。ビッグ・フォーとは、チャールズ・クロッカー (Charles Crocker)、マーク・ホプキンス (Mark Hopkins)、コリス・ポッター・ハンティントン (Collis Potter Huntington)、リーランド・スタンフォードである。
- 1870年 - サザン・パシフィック鉄道とセントラル・パシフィック鉄道の運営が統合される。
- 1873年6月 - サザン・パシフィック鉄道がサクラメント工場で最初の蒸気機関車を製造する、車軸配置4-4-0（アメリカン）。
- 1874年11月8日 - サザン・パシフィック鉄道の線路がベーカーズフィールドに到達し、テハチャピループ線の工事が始まる。
- 1876年9月5日 - 新しく完成したテハチャピループ線を越えて、初めてのサンフランシスコからの直通列車がロサンゼルスに到着する。
- 1877年 - ロサンゼルスからのサザン・パシフィック鉄道の線路がアリゾナ州ユマでコロラド川を越える。
- 1879年 - サザン・パシフィック鉄道の技術者が最初の石油燃焼式蒸気機関車の実験を行う。
- 1880年3月20日 - サザン・パシフィック鉄道の列車が初めてツーソンに到着する。
- 1880年5月11日 - サザン・パシフィック鉄道と入植者が土地の権利を巡って争った、マスル・スラウの悲劇 (Mussel Slough Tragedy)がカリフォルニア州ハンフォード (Hanford) で発生する。
- 1881年5月19日 - サザン・パシフィック鉄道の線路がテキサス州エルパソに到達する。
- 1881年12月15日 - サザン・パシフィック鉄道傘下のガルベストン・ハリスバーグ・アンド・サンアントニオ鉄道 (Galveston, Harrisburg and San Antonio Railway) がテキサス・アンド・パシフィック鉄道 (Texas and Pacific Railway) とテキサス州ハズペス郡のシエラブランカ (Sierra Blanca) で接続する。

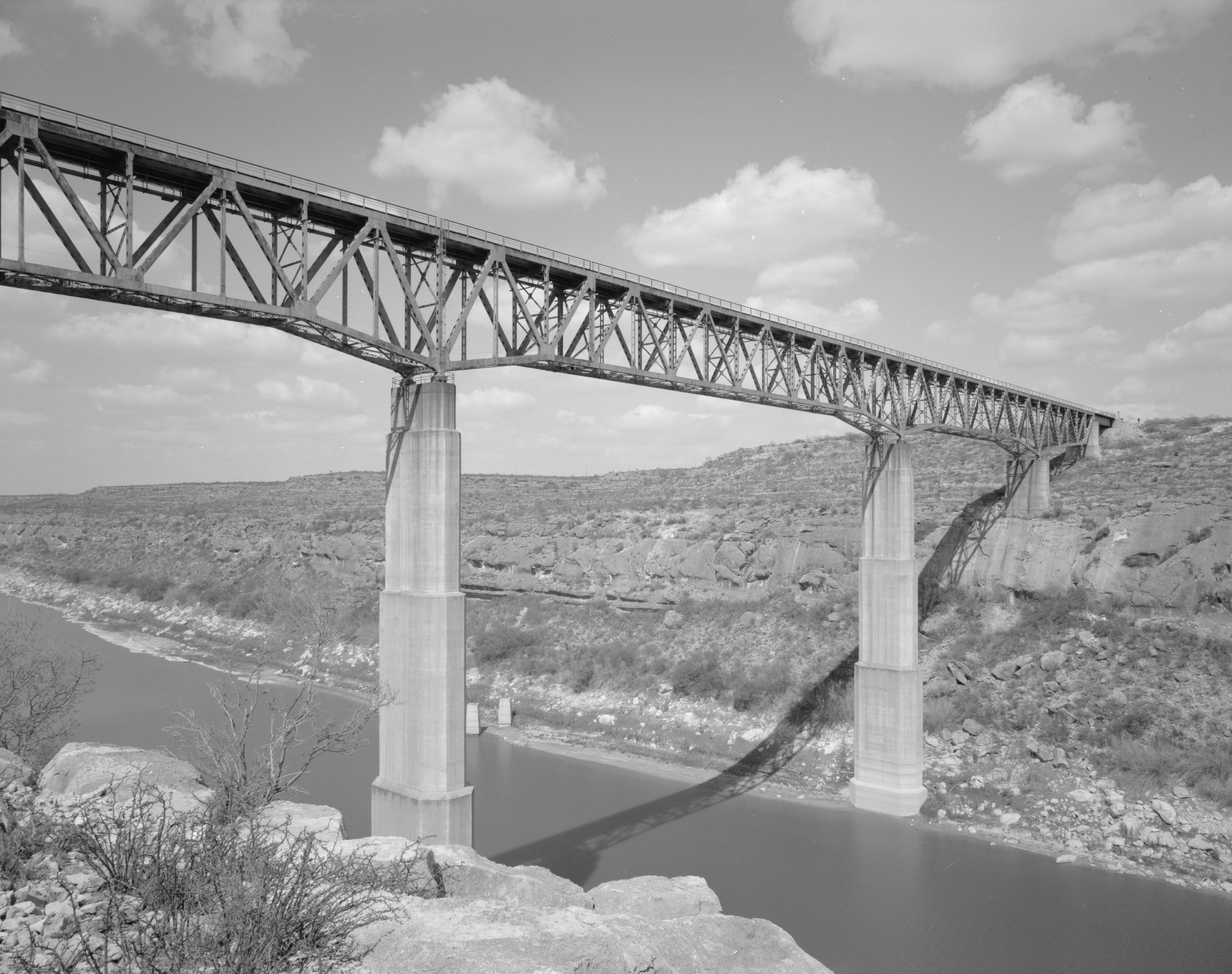
ペコス川に架かる高い橋

- 1883年1月12日 - ロサンゼルスからのサザン・パシフィック鉄道の路線がガルベストン・ハリスバーグ・アンド・サンアントニオ鉄道の線路とペコス川でつながったことにより、アメリカで2番目の大陸横断鉄道が完成する。ゴールデン・スパイクはガルベストン・ハリスバーグ・アンド・サンアントニオ鉄道の社長、トム・ピアース (Tom Pierce) によりペコス川に架かる高い橋の上で打ち込まれた。この路線は今ではサンセットルートに沿ってサンアントニオからヒューストンまで伸びている。
- 1884年3月17日 - サザン・パシフィック鉄道がケンタッキー州で法人化される。
- 1885年2月17日 - サザン・パシフィック・カンパニーという持ち株会社の傘下で、サザン・パシフィック鉄道とセントラル・パシフィック鉄道が合併する。
- 1885年4月1日 - サザン・パシフィック鉄道がセントラル・パシフィック鉄道の全ての運行を引き継ぐ。実質的に、セントラル・パシフィック鉄道は独立した会社としては存在しなくなった。
- 1886年 - サザン・パシフィック鉄道で最初の冷蔵車が営業を開始する。オレンジを冷蔵車に積み込む作業は、2月14日に初めてロサンゼルスで行われ、腐りやすい果物や野菜をアメリカ東海岸に届けることが可能になって、南カリフォルニアの有名な柑橘類栽培が経済的なブームになった。

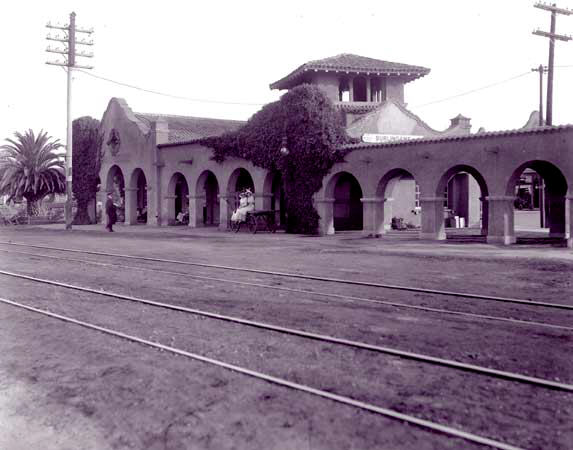
カリフォルニア州バーリンゲームにあるサザン・パシフィック鉄道の駅、1900年頃。1894年に完成し現在でもカルトレインのバーリンゲーム駅として使用されており、ミッション・リバイバル様式で建てられた最初の恒久的構造物である。

- 1886年 - 企業に対しても法の下の平等を確立した最高裁判所の画期的判決、サンタクララ郡対サザン・パシフィック鉄道事件でサザン・パシフィック鉄道が勝訴する。
- 1898年 - 雑誌「サンセット」(Sunset) がサザン・パシフィック鉄道の販促目的で発行される。
- 1901年 - ユニオン・パシフィック鉄道がサザン・パシフィック鉄道の支配権を得る。この後しばらくの間、多くのサザン・パシフィック鉄道の運行規定や備品購入はユニオン・パシフィック鉄道によって制定されたパターンに従っている。
- 1903年 - サザン・パシフィック鉄道がロサンゼルスのパシフィック電鉄の50パーセントの所有権を得る。
- 1904年3月8日 - サザン・パシフィック鉄道がグレートソルト湖を横断するルーシン短絡線を開通させ、プロモントリー (Promontory) を本線が通らなくなる。
- 1904年3月20日 - ロサンゼルス - サンタバーバラ間のコースト線 (Coast Line) が開通する。
- 1906年4月18日 - サンフランシスコ地震が発生し、本社ビルが被害を受けて、亡くなったビッグフォーの邸宅も倒壊した。
- 1906年 - サザン・パシフィック鉄道とユニオン・パシフィック鉄道は合弁で冷蔵車保有会社パシフィック・フルーツ・エクスプレス (Pacific Fruit Express) を設立する。
- 1907年5月22日 - 「コースト・ライン・リミテッド」がカリフォルニア州グレンデールの西で脱線し、数人の死者と負傷者を出す。無政府主義者による犯行。
- 1907年 - アッチソン・トピカ・アンド・サンタフェ鉄道と合同でノースウェスタン・パシフィック鉄道を設立し、両社の保有するいくつかの子会社をカリフォルニア州北西部で営業する1つの鉄道会社へ統合する。
- 1909年 - 国境より南で営業する子会社、サザン・パシフィック・レールロード・オブ・メキシコ (Southern Pacific Railroad of Mexico) が法人化する。
- 1913年 - 連邦最高裁がユニオン・パシフィック鉄道に対してサザン・パシフィック鉄道の株を全て売却するように命じる。
- 1917年12月28日 - 連邦政府が第一次世界大戦のためにアメリカの鉄道全てをアメリカ合衆国鉄道管理局の管理下に置く。
- 1923年 - 州際通商委員会が公益に適うと裁定して、サザン・パシフィック鉄道がセントラル・パシフィック鉄道を傘下に収め続ける事を容認する。
- 1929年 - アッチソン・トピカ・アンド・サンタフェ鉄道がノースウェスタン・パシフィック鉄道の持ち分をサザン・パシフィック鉄道に売却し、同社はサザン・パシフィックの完全子会社となった。
- 1932年 - セントルイス・サウスウェスタン鉄道の87 パーセントの所有権を得る。
- 1939年5月 - ユニオン・パシフィック鉄道、サザン・パシフィック鉄道、アッチソン・トピカ・アンド・サンタフェ鉄道の旅客列車がロサンゼルスで使用する駅が1つに統合され、ユニオン駅が開業する。
- 1947年 - サザン・パシフィック鉄道が単独で所有する初めてのディーゼル機関車が本線上での運行を開始する。
- 1947年 - サザン・パシフィック鉄道がデラウェア州での法人に改組される。
- 1951年 - サザン・パシフィック鉄道の子会社サザン・パシフィック・レールロード・オブ・メキシコがメキシコ政府へ売却される。
- 1952年 - サザン・パシフィック鉄道にとって災難の年となる。まず、「シティ・オブ・サンフランシスコ」が激しい雪のためにドナー峠 (Donner Pass) に6日間にわたって閉じ込められる。さらに夏にはテハチャピ峠で地震が起きて、テハチャピループ線全体が修理できるまで閉鎖となる。
- 1953年 - サザン・パシフィック鉄道で初めてのピギーバック輸送が開始される。
- 1957年 - サザン・パシフィック鉄道で最後の蒸気機関車定期運行が終わり、完全ディーゼル化される。
- 1959年 - 最後の蒸気機関車牽引の貨物列車が狭軌の子会社で運行される。
- 1965年 - サザン・パシフィック鉄道のウェスタン・パシフィック鉄道買収の試みが州際通商委員会によって却下される。
- 1967年 - この25年間で最長の新路線建設となるカホン峠 (Cajon Pass) を通るパームデール・カットオフを列車が初めて通過する。
- 1976年 - 1975年のダウ・ケミカル製品の取り扱いに対して、同社から初めての年間鉄道安全達成賞を受賞する。
- 1980年 - セントルイス・サウスウェスタン鉄道の98.34 パーセントの所有権を得て、同社の路線をシカゴ・ロックアイランド・アンド・パシフィック鉄道 (Chicago, Rock Island and Pacific Railroad) の買収を通じてセントルイスからサンタローザまで延長する。

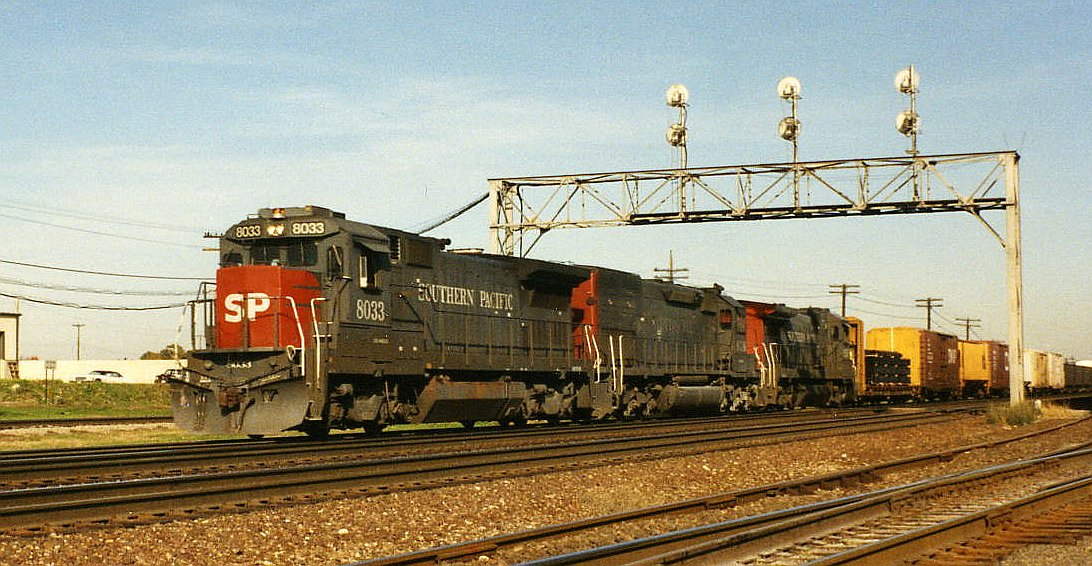
イリノイ州オーロラの西、イオラを通過する西行き列車を牽引するサザン・パシフィック鉄道8033号機関車（GE ダッシュ8-39B形ディーゼル機関車）、1992年10月6日

- 1984年 - 子会社のノースウェスタン・パシフィック鉄道の北部を独立した小鉄道であるユーリカ・サザン鉄道 (Eureka Southern Railroad) へ売却し、同社は11月1日に営業を開始した。
- 1984年 - サザン・パシフィック鉄道はアッチソン・トピカ・アンド・サンタフェ鉄道の親会社であるサンタフェ・インダストリーズ (Santa Fe Industries) と合併し、サンタフェ・サザン・パシフィック・コーポレーション (Santa Fe Southern Pacific Corporation) となる。計画されていた鉄道会社同士の合併でサザン・パシフィック・サンタフェ鉄道となる計画を州際通商委員会が却下すると、同社はサンタフェ・パシフィック・コーポレーションへ名前を短縮して、サザン・パシフィック・カンパニーの非鉄道部門は残しながら、サザン・パシフィック鉄道を売りに出した。
- 1985年 - 新しいカルトレインの機関車と客車がサザン・パシフィック鉄道の通勤輸送車両を置き換え、サザン・パシフィック鉄道の設備による通勤列車運行が終わる。
- 1988年10月13日 - デンバー・アンド・リオグランデ・ウェスタン鉄道の親会社であるリオグランデ・インダストリーズがサザン・パシフィック鉄道の所有権を取得する。合併した会社は全ての鉄道運行に関してサザン・パシフィックの名前を残した。
- 1992年 - ノースウェスタン・パシフィック鉄道がサザン・パシフィック鉄道へ合併し、同社の子会社としての歴史が終わる。セントルイス・サウスウェスタン鉄道がサザン・パシフィック鉄道に残る唯一の子会社となった。後にノースウェスタン・パシフィック鉄道の南部はユニオン・パシフィック鉄道によって売却され、新しいノースウェスタン・パシフィック鉄道になった。
- 1996年 - ユニオン・パシフィック鉄道が最終的にサザン・パシフィック鉄道の買収を完了する。1901年にサザン・パシフィック鉄道を買収したことにより、1世紀以上も前に実質的にはこの動きは始まっていたが、1913年に分割が命じられていた。皮肉なことに、ユニオン・パシフィック鉄道が支配会社であり、サザン・パシフィック鉄道の完全な支配権を持っているにも関わらず、ユニオン・パシフィック鉄道の会社組織がサザン・パシフィック鉄道の組織へ統合され、サザン・パシフィック鉄道が書類上の存続会社となった。その後同社がユニオン・パシフィック鉄道へ改名した。合併した会社は鉄道の運行全てに関してユニオン・パシフィックの名前で行っている。

## 有名な事故
- 1907年5月22日にカリフォルニア州グレンデールの西で、ロサンゼルス行き「コースト・ライン・リミテッド」が脱線した。客車が築堤を転落し少なくとも2人が死亡し、負傷者も出た。その当時のパサデナ・スター・ニュース紙は、「この恐るべき行為は悪魔のような正確さで計画されていた」と報じた。線路から犬釘が引き抜かれ、レール端の下にフックが差し込まれていたといわれる。同紙の報道範囲は広範囲に渡っており、下記の通りその論調は事故の背景にある犯罪的な要素を非難した。

「専門的にいえば、グレンデール近郊での恐るべき犯行に及んだ者は無政府主義者ではないかもしれない。しかし、彼らが動機のある、正気の人間であるならば、それは無政府主義者のような輩である。この典型的な無政府主義者が、鉄道をテロ攻撃すべきだと着想したなら、旅客列車を攻撃して何百人もの多数を殺傷することも躊躇わないであろう」
- 数週間後の1907年6月1日早朝、カリフォルニア州サンタクララでのサザン・パシフィック鉄道の列車に対する脱線妨害工作は、線路上に積み上げられた枕木を発見されて失敗に終わった。業務用列車の乗務員がバーバンク近郊で、何者かが列車を脱線させる目的で鉄板を分岐器に差し込んでいるのを見つけた。

## 機関車の塗装と外観
他の多くの鉄道会社と同様に、20世紀を通じてサザン・パシフィック鉄道はほとんどの蒸気機関車を黒く塗っていたが、1930年代から視認性のために機関車の煙室前部をほとんど白に見えるライトシルバー、側面を黒で塗装するようになった。
機関車が復元されるにつれて、パシフィック（車軸配置4-6-2）の機関車のボイラーは、ダークグリーンに塗られていたことを示す証拠が見つかるようになった。またカームバッハ出版2007年の「スティーム・グローリー2」(Steam Glory 2) という本では「サザン・パシフィック鉄道の塗装された車両群」(Southern Pacific's Painted Ladies) という記事があり、1940年代から1950年代に掛けてのカラー写真で、通常旅客ターミナルに配置されていた多くの車軸配置0-6-0の入換機関車が、運転台の屋根と扉を赤、煙室の前と側面を青白いシルバー、ボイラーをダークグリーン、黒い運転台に多色のサザン・パシフィック鉄道の紋章、シリンダーカバーを緑、細かい部品に色差しがなされた塗装になっていたことを示している。少なくとも、こうした塗装がなされた旅客用機関車が存在していたか、少なくともダークグリーンのボイラーの機関車があったと思われる。記事によれば、こうした塗装はしばらくの間続けられたもので、イベントに際して用いられた特別塗装ではなかった。

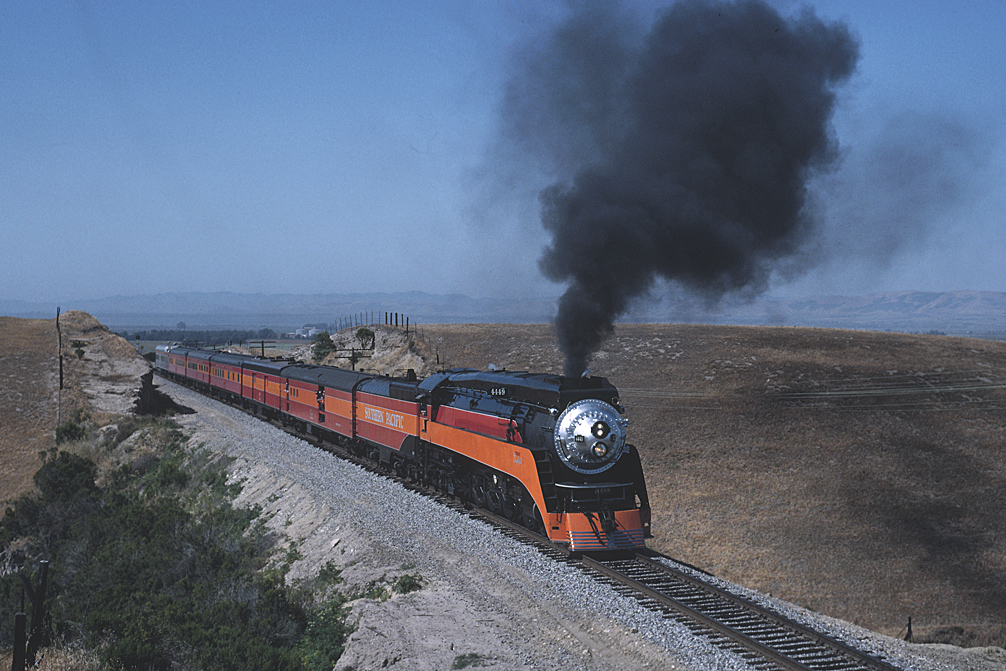
デイライト塗装のGS-4形機関車

急行旅客機関車の中には、その牽引する列車名に「デイライト」という言葉が入っていたことから、デイライト塗装と呼ばれる色になっていたものがあった。この塗装はテンダーに適用されており、明るいほとんどオレンジ色に近い赤が上部と下部の3分の1に塗られ、中央の3分の1が明るいオレンジであった。これらの色の間に幅の狭い白い帯が巻かれていた。機関車までこうした色が伸びているものもあった。もっとも有名なデイライト塗装の機関車はGS-4形であった。デイライト塗装の機関車が牽引した有名な列車は「コースト・デイライト」や「サンセット・リミテッド」がある。
サザン・パシフィック鉄道は独特のキャブ・フォワード型蒸気機関車を運用していたことで知られる。通常の蒸気機関車とは逆向きに運転台（キャブ）を前側（フォワード）にして走るように設計された機関車で、煙室の側にテンダーを連結し、さらにその後ろに客車や貨車を連結した。サザン・パシフィック鉄道では山岳地帯に数多くのスノーシェッドを設置しており、天井に当たった煙が運転台に吹き返してきて機関士がほとんど窒息することが度々あった。そのため、多くの機関士が機関車を逆向きに連結してテンダーを先頭にした列車を走らせるようになったが、視界が悪く高速運行にも支障があった。そこでサザン・パシフィック鉄道の依頼を受けてボールドウィン・ロコモティブ・ワークスが製造したのが、一連のキャブ・フォワード型の機関車である。
いずれも駆動装置を片側2基ずつ備えた車軸配置2-8-8-2（先輪1軸、動輪4軸・4軸、従輪1軸）の「MC型」（MC-2, 4, 6 の各型式と、元は前煙室型であったがキャブ・フォワード型に改装され「MC-2型」に編入された「MC-1型」の、計49輌。MC-3,5の両型式は欠番。1936年までにスクラップになった「MC-2型」の2輌以外はさらなる改装を受けてAC-1型(元MC-1,2), 2型(元MC-4), 3型(元MC-6)の各型式に改編された。）と、4-8-8-2の「AC型」（AC-4型－8型, 10型－12型の、計195輌。ライマ製・車軸配置2-8-8-4のMC-9型は前煙室型なので除外）。の、合計234輌が製造された。北アメリカでキャブ・フォワード型を発注した鉄道会社は他になく、サザン・パシフィック鉄道の独特な特徴となった。
最後に製造された「MC-12型」4294号機がサクラメントにあるカリフォルニア州鉄道博物館に保存されている。
ディーゼル機関車の使用が始まった初期には、ディーゼル機関車も黒に塗装されていた。操車場の入換機関車は視認性のために斜めのオレンジの帯を車端に塗装しており、この塗装にはタイガー・ストライプという名前が付いた。本線用貨物機関車は一般に全体が黒で赤い帯が車体の下部にあり、銀とオレンジの翼状の塗装が車端に入っていた。"SOUTHERN PACIFIC"の文字が白のセリフ書体で入っていた。鉄道ファンはこの塗装をブラック・ウィドウと呼んでいる。一時的な塗装である、全体を黒に塗ってオレンジの翼状の車端塗装をしたものは、ハロウィーンと呼ばれていた。この塗装をした機関車は非常に少なく、写真もほとんど残っていない。
多くの旅客用機関車は初期には上述したデイライトと同じ塗装になっていた。しかし、シカゴ・ロックアイランド・アンド・パシフィック鉄道 (Chicago, Rock Island and Pacific Railroad) と共同で運行していた、シカゴとロサンゼルスを結ぶゴールデン・ステートで用いるために、上部を赤、下部を銀で塗装した機関車があった。また、サンセット・リミテッドやその他のテキサス州へ走る列車には銀色に上部を狭い赤の帯にしたものが用いられていた。1959年にサザン・パシフィック鉄道は塗装パターンを標準化し、ダークグレーに赤い翼状の車端塗装となった。文字は白で入っていた。

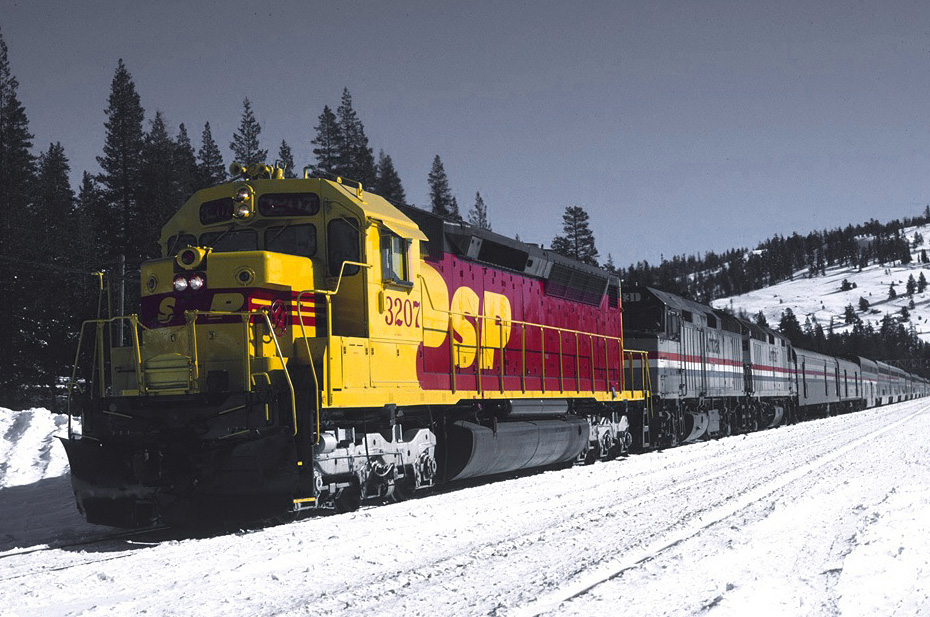
「コダクローム」塗装の機関車（先頭）。"SP"の文字の後ろに"SF"と入ることを見越したデザインだった

サザン・パシフィック・サンタフェ鉄道を形成する合併が却下された1980年代に半ばの時期には、フィルムの箱の色から「コダクローム」と呼ばれる塗装がサザン・パシフィック鉄道の多くの機関車に施されていた。合併が州際通商委員会によって却下された時、この塗装はすぐには塗り戻されず、サザン・パシフィック鉄道が独立した会社でなくなるときまでサザン・パシフィック・サンタフェ鉄道の略称であるSPSFの大きな文字とともに残ったものもあって、「そんなに早く塗るべきではない」(Shouldn't Paint So Fast) の略であるなどと言われるようになった。州際通商委員会の決定によって、サザン・パシフィック鉄道は独立したままの荒廃した状態に残され、機関車はすぐには塗り戻されなかったが、何年も延期された保守作業がやっと行われる際にブラッディ・ノーズ塗装に戻されるものもあった。デンバー・アンド・リオグランデ・ウェスタン鉄道のオーナー、フィリップ・アンシュッツによる1988年のサザン・パシフィック鉄道の買収後、機関車の脇の文字は塗装が戻される際に元のサザン・パシフィック鉄道のセリフ書体によるものから、リオグランデ鉄道の「スピード・レタリング」という書体に変更された。アンシュッツは、サザン・パシフィック鉄道の名前の方がより広く認識されていると考え、デンバー・アンド・リオグランデ・ウェスタン鉄道の名前は残らなかった。
サザン・パシフィック鉄道のロード・スイッチャーは、塗装以外にいくつかの特徴で鉄道ファンによく知られていた。これらの機関車にはしばしば凝った照明設備が搭載されており、フロント・リアの両方に大きな赤いマーズライト (Mars Light) を緊急用の信号として搭載し、また2つのライトを対にしたシールドビーム前照灯を、1対を運転台の上の番号ボードの間に、もう1対を機関車前端のマーズライトの下に設置していた。サザン・パシフィック鉄道は1970年代から運転台の空調を全ての新しい機関車で採用し始め、運転台上部に取り付けられた空調室外機がとても目立つものであった。またサザン・パシフィック鉄道は、主にドナー峠のルートで冬期に激しい雪が降ることがあることから、ロード・スイッチャーの排障器にとても大きなスノープラウを取り付けていた。サザン・パシフィック鉄道の多くのロード・スイッチャーは、西部の州ではとても珍しい和音を鳴らすネイサン-エアチャイム (Nathan-AirChime) のM3またはM5の警笛を装備していた。
サザン・パシフィック鉄道とその子会社のセントルイス・サウスウェスタン鉄道は、EMD SD45T-2形ディーゼル機関車 (EMD SD45T-2) 、通称「トンネルモーター」の唯一の運用者であった。これは標準構成のEMD SD45形ディーゼル機関車 (EMD SD45) ではサザン・パシフィック鉄道の広範囲に渡ってスノーシェッドやトンネルが続くカスケード峠とドナー峠の路線で運用されている時に、十分な冷却用空気をラジエターに取り込むことができなかったために必要とされていた。標準的なラジエターの構成では、車体の上部と側面に設置されたラジエターを通じて空気を吸い込むファンが長いフードの上部に取り付けられているが、このトンネルモーターではエアインテイクが車体の通路の高さに設置されている。トンネルやスノーシェッドの中では、重連運転の先頭側の機関車から吐き出された熱い排気ガスがトンネルやスノーシェッドの天井付近に集まり、2両目の機関車のラジエターに吸い込まれてしまい、オーバーヒートを起こすことにつながっていた。サザン・パシフィック鉄道はEMD SD40T-2形ディーゼル機関車も運用しており、これはデンバー・アンド・リオグランデ・ウェスタン鉄道も同様であった。
他の大多数の鉄道と異なり、1967年までサザン・パシフィック鉄道では機関車に取り付けられたナンバーボードを機関車の番号を表示するために用いるのではなく、列車番号を表示するために用いていた。後に他の鉄道の標準のやり方を採用したが、サンフランシスコとサンノゼを結ぶ通勤列車（現：カルトレイン）に関しては列車を待っている旅客の利便性のために列車番号の表示を例外として続けていた。他に1960年代末期までナンバーボードを列車番号表示に用いていた主要な鉄道会社としては、サザン・パシフィック鉄道とともに大陸横断鉄道を運営していたユニオン・パシフィック鉄道がある。
サザン・パシフィック鉄道の会社としての最後の時期になるにつれて、その機関車がとても汚くなっていったことが知られている。厳しい運用に用いられた機関車は、雨が降ったときにしか洗われなかったと観察する鉄道ファンもいた。
ユニオン・パシフィック鉄道は、古い塗装パターンを再現した「ヘリテイジシリーズ」のEMD SD70シリーズディーゼル機関車を運用しているが、その6番目で最後となるユニオン・パシフィック鉄道1996号機関車を公開し、その塗装パターンはデイライトとブラックウィドウパターンであった。

## 旅客列車運行
1971年5月1日にアムトラックがアメリカでの長距離旅客列車の運行を引き継ぐまで、サザン・パシフィック鉄道は以下のような愛称付きの旅客列車を運行していた。太字で示されている列車名は、今もなおアムトラックが運行している。
- 49er
- アルゴノート (Argonaut)
- アリゾナ・リミテッド (Arizona Limited) - シカゴ・ロックアイランド・アンド・パシフィック鉄道と共同運行
- ビーバー (Beaver)
- カリフォルニアン (Californian)
- カスケード (Cascade)
- シティ・オブ・サンフランシスコ - シカゴ・アンド・ノース・ウェスタン鉄道およびユニオン・パシフィック鉄道と共同運行
- コースト・デイライト - こんにちはコースト・スターライト (Coast Starlight) の一部となっている
- コースト・メール (Coast Mail)
- コースター (Coaster)
- デル・モンテ (Del Monte)
- ファースト・メール (Fast Mail) （オーバーランド・メール (Overland Mail)）
- ゴールデン・ロケット (Golden Rocket) - 計画のみ、シカゴ・ロックアイランド・アンド・パシフィック鉄道と共同運行予定であった
- ゴールデン・ステート - シカゴ・ロックアイランド・アンド・パシフィック鉄道と共同運行
- グランド・キャニオン (Grand Canyon)
- ハスラー (Hustlera)
- インペリアル (Imperial)
- クラマス (Klamath)
- ラーク
- オレゴニアン (Oregonian)
- オーヴァーランド・リミテッド
- オウル (Owl) - ザ・ビーチ・ボーイズのアルバム『ペット・サウンズ』の最終曲『キャロライン・ノー』のエンディングに走行音が録音されている[2]
- パシフィック・リミテッド (Pacific Limited)
- ペニンシュラ・コミュート (Peninsula Commute) - 1985年まで、今のカルトレイン
- ローグー・リバー (Rogue River)
- サクラメント・デイライト (Sacramento Daylight)
- チャレンジャー - シカゴ・アンド・ノース・ウェスタン鉄道およびユニオン・パシフィック鉄道と共同運行
- サン・ホアキン・デイライト (San Joaquin Daylight)
- セネター (Senator)
- シャスタ・デイライト (Shasta Daylight)
- シャスタ・エクスプレス (Shasta Express)[3]
- シャスタ・リミテッド (Shasta Limited)
- シャスタ・リミテッド・デラックス (Shasta Limited De Luxe)[3]
- スターライト (Starlight)
- サンビーム (Sunbeam)
- サンセット・リミテッド
- テハチャピ (Tehachapi)
- ウェスト・コースト (West Coast)

これらの長距離列車のほか、ギャラリーカーなどを使用してサンフランシスコ近郊地区の通勤列車の運行も行っていた。これは現在のカルトレインの前身である。

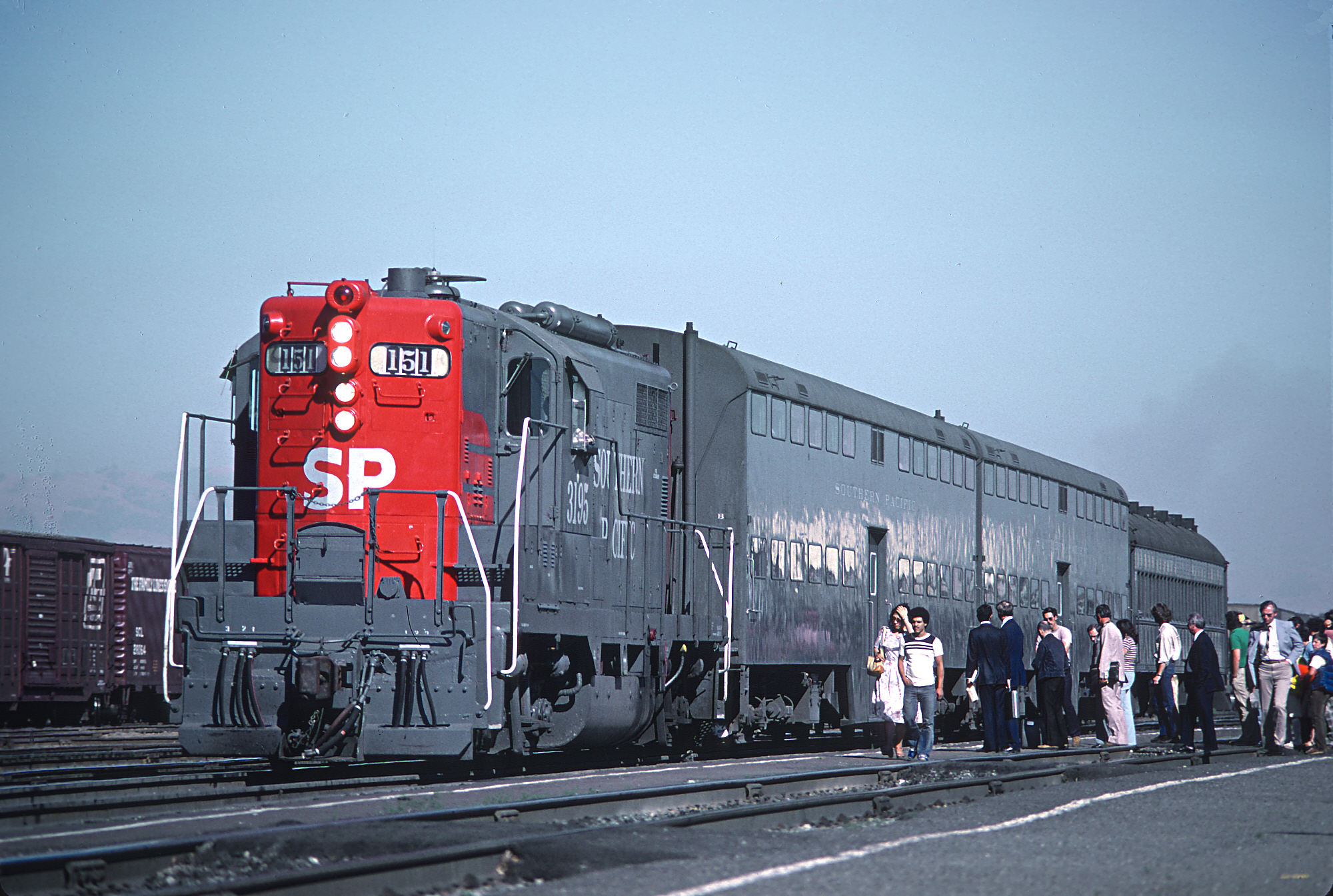
サザン・パシフィック鉄道の通勤列車 1979年6月、サンタクララにて撮影

### 旅客列車に用いられた機関車

#### 蒸気機関車
- 車軸配置2-8-0 コンソリデーション
- 車軸配置2-8-2 ミカド
- 車軸配置4-4-2 アトランティック
- 車軸配置4-6-2 パシフィック（Southern Pacific 2472を参照）
- 車軸配置4-8-2 マウンテン
- 車軸配置4-8-4 ゴールデン・ステート/ジェネラル・サービス（サザンパシフィック鉄道4449号蒸気機関車を参照）

#### ディーゼル機関車
- アルコPA
- EMC E2（英語版）
- EMD E7（英語版）
- EMD E8（英語版）
- EMD E9（英語版）（Southern Pacific 6051も参照）
- EMD FP7
- フェアバンクス・モース H-24-66
- EMD GP7（セントルイス・サウスウェスタン鉄道のみ）
- EMD GP9（Southern Pacific 5623も参照）
- EMD SD7
- EMD SD9（Southern Pacific 4450も参照）
- GE P30CH（英語版） - アムトラックからのリース
- EMD SDP45（英語版）
- EMD GP40P-2

## 保存機関車

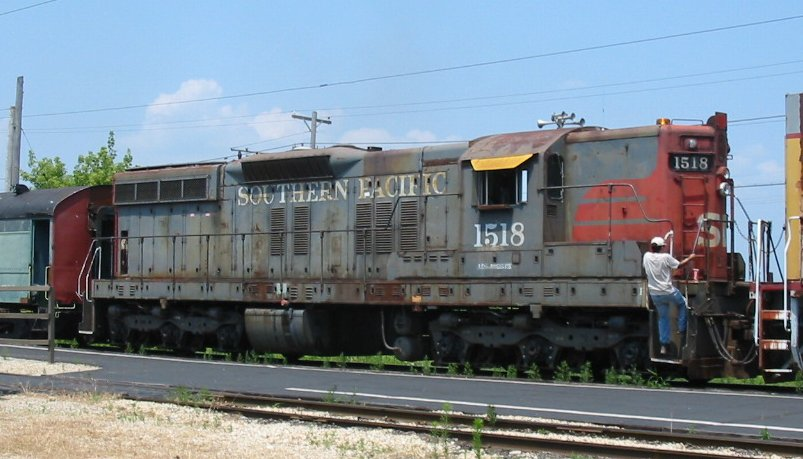
イリノイ鉄道博物館のサザン・パシフィック鉄道1518号機関車、2005年7月

多くのサザン・パシフィック鉄道の機関車が今でもユニオン・パシフィック鉄道などで営業運行についている。また多くの古い特別な機関車が公園や博物館などに寄贈され、あるいは観光用鉄道で運行を続けている。ユニオン・パシフィック鉄道で用いられている機関車の多くは、サザン・パシフィック鉄道のロゴをユニオン・パシフィック鉄道のロゴで書き換えられ、古い番号をユニオン・パシフィック鉄道の番号に直されて塗りなおされたが、サザン・パシフィック鉄道の「ブラッディ・ノーズ」塗装のままに残されている機関車もある。有名な保存車両としては以下のようなものがある。
- 3100号 （Southern Pacific 3100、GE U25B形） - カリフォルニア州ペリスの南カリフォルニア鉄道博物館(Orange Empire Railway Museum) 所有・運行
- 4294号 （Southern Pacific 4294、AC-12形） - カリフォルニア州サクラメントのカリフォルニア州鉄道博物館 (California State Railroad Museum) 所蔵
- 4449号 （GS-4形） - オレゴン州ポートランドのブルックリン扇形庫所蔵
- 2472号 （Southern Pacific 2472、P-8形） - カリフォルニア州レッドウッドシティのゴールデン・ゲート鉄道博物館 (Golden Gate Railroad Museum) 所有・運行
- 2467号 （P-8形） - カリフォルニア州フリーモントのパシフィック機関車協会 (Pacific Locomotive Association) からカリフォルニア州鉄道博物館へ貸し出し
- 745号 （Southern Pacific 745、Mk-5形） - ルイジアナ・レール・ヘリテイジ・トラスト所有、ルイジアナ州ジェファーロンのルイジアナ蒸気列車協会運行
- 1518号 （Southern Pacific 1518、SD7形） - イリノイ州ユニオンのイリノイ鉄道博物館 (Illinois Railway Museum) 所蔵
- 4450号 （Southern Pacific 4450、SD9形） - カリフォルニア州ポートラのウェスタン・パシフィック鉄道博物館 (Western Pacific Railroad Museum) 所蔵、かつての通勤列車の機関車

英語版のList of preserved Southern Pacific Railroad rolling stock)も参照。

## 経営者

### 社長
- ティモシー・ガイ・フェルプス （Timothy Guy Phelps、1865年 - 1868年）
- チャールズ・クロッカー （Charles Crocker、1868年 - 1885年）
- リーランド・スタンフォード （1885年 - 1890年）
- コリス・ポッター・ハンティントン （Collis Potter Huntington、1890年 - 1900年）
- チャールス・メルビル・ヘイズ （Charles Melville Hays、1900年 - 1901年）
- エドワード・ヘンリー・ハリマン （1901年 - 1909年）
- ロバート・ラベット （Robert S. Lovett、1909年 - 1911年）
- ウィリアム・スプラウル （William Sproule、1911年 - 1918年）
- ジュリウス・クルトシュニット （Julius Krutschnitt、1918年 - 1920年）
- ウィリアム・スプラウル （William Sproule、1920年 - 1928年）
- ポール・シャウプ （Paul Shoup、1929年 - 1932年）
- アンガス・ダニエル・マクドナルト （Angus Daniel McDonald、1932年 - 1941年）
- アーマンド・マーシアー （Armand Mercier、1941年 - 1951年）
- ドナルド・ラッセル (Donald J. Russell、1951年 - 1964年）
- ベンジャミン・ビアジニ （Benjamin Biaggini、1964年 - 1976年）
- デンマン・マックニア （Denman McNear、1976年 - 1979年）
- アラン・ファース （Alan Furth、1979年 - 1982年）
- ロバート・クレブス （Robert Krebs、1982年 - 1983年）
- D.M.モハン （D.M. Mohan、1984年 - 1996年）

### 経営委員会委員長
- リーランド・スタンフォード （1890年 - 1893年）
- 空席 （1893年 - 1909年）
- ロバート・ラベット （Robert S. Lovett、1909年 - 1913年）
- ジュリウス・クルトシュニット （Julius Krutschnitt、1913年 - 1925年）
- ヘンリー・デフォレスト （Henry deForest、1925年 - 1928年）
- ヘイル・ホールデン （Hale Holden、1928年 - 1932年）

### 取締役会会長
- ヘンリー・デフォレスト （Henry deForest、1929年 - 1932年）
- ヘイル・ホールデン （Hale Holden、1932年 - 1939年）
- 制度なし（1939年 - 1964年）
- ドナルド・ラッセル （Donald S. Russell、1964年 - 1972年）
- 空席 （1972年 - 1976年）
- ベンジャミン・ビアジニ （Benjamin Biaggini、1976年 - 1983年）

## 買収した会社または子会社

### アリゾナ
- アリゾナ・イースタン鉄道 （Arizona Eastern Railroad、1910年 - 1955年）
  - アリゾナ・イースタン・レールロード・カンパニー・オブ・ニューメキシコ （Arizona Eastern Railroad Company of New Mexico、1904年 - 1910年）
  - アリゾナ・アンド・コロラド鉄道 （Arizona and Colorado Railroad、1902年 - 1910年）
  - ジラ・バレー・グローブ・アンド・ノーザン鉄道 （Gila Valley、1894年 - 1910年）
  - マリコパ・アンド・フェニックス鉄道（2代） （Maricopa and Phoenix Railroad、1908年 - 1910年）
    - マリコパ・アンド・フェニックス・アンド・ソルト・リバー・バレー鉄道 （Maricopa and PHoenix and Salt River Valley Railroad、1895年 - 1908年）
      - マリコパ・アンド・フェニックス鉄道（初代） （Maricopa and Phoenix Railroad、1887年 - 1895年）
        - アリゾナ・セントラル鉄道 （Arizona Central Railroad、1881年 - 1887年）

      - フェニックス・テンペ・アンド・メサ鉄道 （Phoenix, Tempe and Mesa Railway、1894年 - 1895年）

  - アリゾナ・アンド・コロラド・レールロード・カンパニー・オブ・ニューメキシコ （Arizona and Colorado Railroad Company of New Mexico、1904年 - 1910年）
- エルパソ・アンド・サウスウェスタン鉄道 （El Paso and Southwestern Railroad）
  - アリゾナ・アンド・ニューメキシコ鉄道 （Arizona and New Mexico Railway、1883年 - 1935年）
    - クリフトン・アンド・サザン・パシフィック鉄道 （Clifton and Southern Pacific Railway、1883年、狭軌）
    - クリフトン・アンド・ローズバーグ鉄道 （Clifton and Lordsburg Railway）

  - アリゾナ・アンド・サウス・イースタン鉄道 （Arizona and South Eastern Rail Road、1888年 - 1902年）
  - メキシコ・アンド・コロラド鉄道 （Mexico and Colorado Railroad、1908年 - 1910年）
  - サウスウェスタン・レールロード・オブ・アリゾナ （Southwestern Railroad of Arizona、1900年 - 1901年）
  - サウスウェスタン・レールロード・オブ・ニューメキシコ （Southwestern Railroad of New Mexico、1901年 - 1902年）
- ニューメキシコ・アンド・アリゾナ鉄道 （New Mexico and Arizona Railroad、1882年 - 1897年 アッチソン・トピカ・アンド・サンタフェ鉄道の子会社、1897年 - 1934年 運行を行わないサザン・パシフィック鉄道の子会社）
- フェニックス・アンド・イースタン鉄道 （Phoenix and Eastern Railroad、1903年 - 1934年）
- ツーソン・アンド・ノーゲールス鉄道 （Tucson and Nogales Railroad、1910年 - 1934年）
  - ツイン・ビュート鉄道 （Twin Buttes Railroad、1906年 - 1929年、ツーソン-サフアリタ線 (Tucon-Sahuarita line) は1910年に上記へ売却、サフアリタ-ツイン・ビュート線 (Sahuarita-Twin Buttes line) は1934年に廃止）

### メキシコ
- サザン・パシフィック・レールロード・オブ・メキシコ （Southern Pacific Railroad of Mexico）

### カリフォルニア
- カリフォルニア・パシフィック鉄道 （California Pacific Railroad、ヴァレーホ - サクラメント間）
- セントラル・パシフィック鉄道 （Central Pacific Railroad）
- ノーザン鉄道 （Northern Railway）
- ノースウェスタン・パシフィック鉄道 （Northwestern Pacific Railroad）
- サクラメント・サザン鉄道 （Sacramento Southern Railroad）
- サンディエゴ・アンド・アリゾナ鉄道 （San Diego and Arizona Railway）
- サンディエゴ・アンド・アリゾナ・イースタン鉄道 （San Diego and Arizona Eastern Railway）
- ウェスト・サイド・アンド・メンドシノ鉄道 （West Side and Mendocino Railroad、ウィローズ - フルート (Fruto) 間）
- サンフランシスコ・アンド・サンノゼ鉄道 （San Francisco and San Jose Rail Road）
- サウス・パシフィック・コースト鉄道 （South Pacific Coast Railroad）
- オレゴン・アンド・カリフォルニア鉄道 （Oregon and California Railroad）
- バイセイリア電気鉄道 （Visalia Electric Railroad）
- ウェスタン・パシフィック鉄道（初代）（Western Pacific Railroad、サンノゼ - サクラメント間）

### テキサス
- オースティン・アンド・ノースウェスタン鉄道 （Austin and Northwestern Railroad）
- ガルベストン・ハリスバーグ・アンド・サンアントニオ鉄道 （Galveston Harrisburg and San Antonio Railway）
- ヒューストン・アンド・テキサス・セントラル鉄道 （Houston and Texas Central Railroad）
- サンアントニオ・アンド・アランサス・パス鉄道 （San Antonio and Aransas Pass Railway）
- テキサス・アンド・ニューオリンズ鉄道 （Texas and New Orleans Railroad）
- エルパソ・アンド・サウスウェスタン鉄道 （El Paso and Southwestern Railroad）

## 後継鉄道

### アリゾナ
- アリゾナ・イースタン鉄道 （Arizona Eastern Railway、1988年に分離）
- サン・ペドロ・アンド・サウスウェスタン・レールロード （San Pedro and Southwestern Railroad、2003年 - 2006年、路線廃止）
  - サン・ペドロ・アンド・サウスウェスタン・レールウェイ （1994年 - 2003年）

### カリフォルニア
- カリフォルニア・ノーザン鉄道 （California Northern Railroad）
- ユーリカ・サザン鉄道 （Eureka Southern Railroad）
- ナパバレー・ワイントレイン （Napa Valley Wine Train）
- ナイルズ・キャニオン鉄道 （Niles Canyon Railway）
- ノース・コースト鉄道 （North Coast Railroad）
- サンディエゴ・アンド・インペリアル・バレー鉄道 （San Diego and Imperial Valley Railroad）
- サンホアキン・バレー鉄道 （San Joaquin Valley Railroad）

## 鉄道連絡船

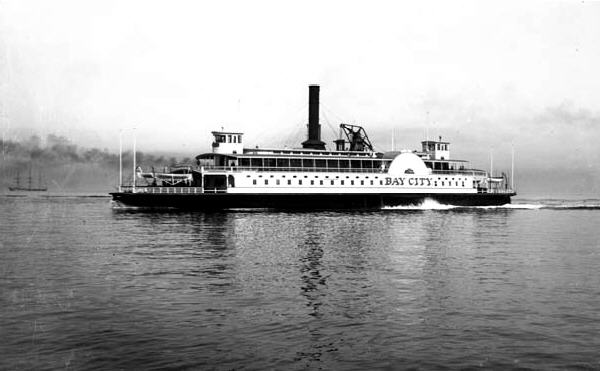
19世紀末にサンフランシスコ湾を往復していたサザン・パシフィック鉄道の「ベイ・シティ」

セントラル・パシフィック鉄道とその後継のサザン・パシフィック鉄道は、オークランドとサンフランシスコを水上で結ぶ鉄道連絡船を運航していた。この目的で、巨大なオークランドロングワーフ (Oakland Long Wharf) が1870年代にサンフランシスコ湾へ張り出して建設され、地域交通にも長距離交通にも利用されていた。当初はセントラル・パシフィック鉄道は、その北部の鉄道路線を南部・東部からの路線と結びつけるために既存のフェリー航路を取得した。1860年代末になると、会社はオークランドの海岸の土地のほとんど全てを買い占めてしまい、後にオスカー・ルイスはこれを「水際の壁」と表現した。これにより町の運命は完全に会社の手に握られることになった。競合するフェリー会社や造船会社は無慈悲に事業を追い出され、駅馬車の路線でさえ会社からの注意を惹き付けることになった。
1930年までに、サザン・パシフィック鉄道は世界最大のフェリー船隊を所有しており、これは他の鉄道会社の活動により子会社化されていたが、43隻のフェリーで毎年4000万人の旅客と6000万台の車両を輸送していた。しかしサンフランシスコ・オークランド・ベイブリッジが1936年に開通すると緩やかにフェリー需要の減少が始まり、1951年には6隻しか営業を続けていなかった。サザン・パシフィック鉄道のフェリー事業は1958年に廃止された。